# Mianning
Mianning (en chino, 冕宁; pinyin, Miǎn·Níng, en tibetano: མེན་ཉིང, wylie: men nying, ZWPY: Mên Nying) es un condado bajo la administración directa de la Prefectura Liangshan. Se ubica en la provincia de Sichuan, centro-sur de la República Popular China. Su área es de 4422 km² y su población total para 2010 superó los 350 mil habitantes.

## Administración
Desde octubre de 2022, el Condado Leibo se divide en 19 pueblos que se administran en 1 subdistrito, 15 poblados, 2 villas y 1 villa étnica.

## Toponimia
El topónimo Mianning combina los nombres de la montaña Mian (冕山 'corona') llamada así por su aspecto a una corona y la guarnición Ning-fan (宁番卫) ubicada en dicha montaña.